# Ichneumon commodus
Ichneumon commodus är en stekelart som först beskrevs av Davis 1898.  Ichneumon commodus ingår i släktet Ichneumon och familjen brokparasitsteklar. Inga underarter finns listade i Catalogue of Life.